# Ideologías políticas en Estados Unidos

Un gráfico del espectro político; una variante del Gráfico de Nolan.

En los Estados Unidos las ideologías políticas varían considerablemente. Las personas en Estados Unidos generalmente se clasifican a sí mismas como adherentes a posiciones a lo largo del espectro político como liberales, moderados o conservadores. 
El liberalismo moderno estadounidense tiene como objetivo la preservación y extensión de los derechos civiles, sociales y humanos, así como la provisión garantizada por el gobierno de ciertos derechos. Combina el progresismo social y, hasta cierto punto, el ordoliberalismo, y es muy similar al socioliberalismo europeo. En cambio, el conservadurismo estadounidense normalmente combina el liberalismo económico y el conservadurismo social y, en cierta medida, el libertarismo. Buscan proteger los valores tradicionales en temas sociales, a la vez que promover el concepto de Estado mínimo y la libertad individual. Por último, los moderados se sitúan en el centro del espectro político, y rechazan los extremos de una u otra ideología. 
En Estados Unidos, el Partido Demócrata generalmente representa los ideales liberales, mientras que el Partido Republicano normalmente representa los ideales conservadores. Partidos más pequeños, como el Partido Libertario, desempeñan un rol menor en la política estadounidense.
La posición ideológica de una persona o partido puede ser descrita en términos de política social y económica. Las posiciones ideológicas que una persona asume en los temas de política social y económica pueden diferir de su posición en el espectro político. Así, por ejemplo, Milton Friedman se ubicaba en una posición de centro-izquierda en temas sociales, pero de centro-derecha en temas fiscales.
El tamaño de los grupos ideológicos varía ligeramente de acuerdo a le encuesta. Según una encuesta de 2007, el 35% de los estadounidenses se identificaba como moderado, el 36% como conservadores y 25% como liberales. En un estudio de 2005, el Pew Research Center identificó nueve grupos tipológicos. Tres grupos fueron identificados como parte de cada uno, "la izquierda", "el centro" y "la derecha". En este sistema de categorización, "la derecha" representa aproximadamente la base republicana; los de "la izquierda", la base demócrata; y los del "centro", a los independientes. Al interior de la izquierda se encuentra los ampliamente seculares y antibélicos "Liberales"; los conservadores socialmente, pero económicamente de izquierda, "Demócratas conservadores"; y los económicamente "Demócratas desfavorecidos" que están a favor de un estado de bienestar extendido. En "el centro" se encuentran los optimistas y de movilidad ascendente, "Upbeats"; los desalentados y desconfiados, "Desafectos; y los no votantes o "Espectadores". La derecha comprende a los muy a favor de los negocios "Emprendedores"; los muy religiosos, "Conservadores Sociales" (también conocidos como la derecha cristiana); y los "Conservadores pro-Gobierno" que son en gran parte conservadores en temas sociales, pero apoyan la intervención gubernamental para mejorar su disposición económico.

## Ideologías destacadas
Más allá del simple análisis de izquierda a derecha, el liberalismo moderno, el conservadurismo, el libertarismo y el populismo son las cuatro ideologías más comunes en los Estados Unidos, aparte de aquellos que se identifican como moderados. Los individuos adoptan cada ideología en grados muy variados. Los liberales y los progresistas defienden tradicionalmente fuertes libertades civiles, progresismo social, pluralismo cultural y una economía mixta que presenta más intervención gubernamental en la economía y la vida social (como la educación y la atención médica) que la que reciben la mayoría de los demás estadounidenses. Los conservadores comúnmente defienden el statu quo nocional de algún punto en el pasado, creyendo que Estados Unidos se ha desviado significativamente de él y abogando por posturas más tradicionales sobre temas sociales, protección de los derechos de armas y menos intervención gubernamental en la economía. Los libertarios, o liberales clásicos, tienden a apoyar fuertes libertades civiles, paz, más libertad de elección, incluida la libertad económica, y son escépticos sobre la capacidad del gobierno para resolver problemas.
Los moderados incorporan diferentes aspectos del liberalismo y el conservadurismo en su perspectiva personal. Los moderados se definen comúnmente limitando la medida en que adoptan ideas liberales y conservadoras. Las encuestas de salida de CNN han encontrado que los moderados están bastante divididos entre los dos principales partidos del país. 
A pesar de que los liberales en general tienden a ser el grupo demográfico ideológico más educado (como lo indica el Pew Research Center), los moderados tienden a ser cada vez más conservadores con una mayor prosperidad económica, lo que hace que la clase profesional se divida entre republicanos y demócratas. Entre los que se identifican como liberales o conservadores, pocos se identifican como "extrema izquierda" o "extrema derecha". La mayoría de los estadounidenses se identifican como "moderados" o como "algo" liberales o conservadores.
Aunque a menudo no se mencionan en las encuestas más importantes y están menos organizados que los liberales o conservadores, los libertarios son una minoría significativa, que constituyen aproximadamente el 13% del electorado. Los libertarios suelen tener opiniones liberales sobre cuestiones sociales, pero opiniones conservadoras sobre cuestiones económicas. Desde la década de 1980, la mayoría de los libertarios han favorecido al Partido Republicano, aunque en los últimos años el margen a favor de los republicanos ha comenzado a reducirse debido a la oposición de los libertarios a muchos problemas sociales recientes apoyados por los republicanos. 

### Conservadurismo
En los Estados Unidos, el conservadurismo moderno se fusionó en la segunda mitad del siglo XX, respondiendo con el tiempo al cambio político y social asociado con eventos como la Gran Depresión, la tensión con la Unión Soviética en la Guerra Fría, el movimiento por los derechos civiles, la contracultura de los años sesenta, la desregulación de la economía a finales de los setenta y principios de los ochenta, el derrocamiento de la coalición New Deal en los ochenta y la amenaza terrorista del siglo XXI. Algunos de los temas políticos más apoyados entre los conservadores son el liberalismo económico, el conservadurismo fiscal y una forma de conservadurismo social que es más atractiva para la derecha cristiana.
La palabra "conservador" viene de "conservar", por lo tanto, describe a aquellos que generalmente desean conservar el status quo, conservar la moralidad o conservar el dinero. Las opiniones sobre políticas individuales varían entre los diferentes subgrupos. En general, la mayoría de los conservadores apoyan las bajadas de impuestos y otras políticas de laissez-faire (reducción de la interferencia gubernamental), se oponen al matrimonio entre personas del mismo sexo, se oponen al aborto, se oponen a leyes más estrictas de control de armas con base en la Segunda Enmienda y la seguridad pública y favorecen el aumento en el gasto de las fuerzas armadas, en oposición a otros gastos federales. Los conservadores tienden a favorecer el daltonismo racial y se oponen a las cuotas de discriminación positiva. Es más probable que los nacionalistas conservadores permitan la tortura de sospechosos de terrorismo para interrogarlos, mientras que algunos conservadores sociales se oponen al secularismo y al ateísmo en las escuelas públicas. Los conservadores tienden a favorecer a los gobiernos estatales sobre el federal, reservando el federal para asuntos de seguridad nacional.

### Liberalismo moderno
El liberalismo en los Estados Unidos se caracteriza más comúnmente por ser una mezcla de socioliberalismo y progresismo, con una fuerte (aunque con frecuencia no reconocida) influencia ordoliberal. Los liberales en los Estados Unidos abogan por fuertes libertades civiles y progresismo social según el cual las prácticas sociales deben cambiarse siempre que sea necesario para el mayor bien de la sociedad o los beneficios de aquellos que desean participar en esos arreglos sociales. Creen que la acción del gobierno es necesaria para que las personas sean lo más libres posible. El gobierno debe garantizar así la provisión de derechos positivos, proteger las libertades civiles y garantizar la igualdad. Los liberales modernos rechazan comúnmente tanto el laissez-faire y el capitalismo como el socialismo como medio para distribuir los recursos económicos. Una economía mixta, que es una economía capitalista de libre mercado con regulación e intervención gubernamentales limitadas, se considera la ideal. Recientemente, ha habido un fuerte movimiento entre los liberales contra el bienestar corporativo, que generalmente es favorecido por los conservadores progubernamentales. El pluralismo cultural es bastante común entre los liberales estadounidenses.

## Grupos tipológicos
| Derecha                    | Personas (%) | Votantes (%) | Ingreso de $75.000 a + | Grado universitario | Casado con hijos | Votó por Bush (%) | Votó por Kerry (%) |
| -------------------------- | ------------ | ------------ | ---------------------- | ------------------- | ---------------- | ----------------- | ------------------ |
| Emprendedores              | 9%           | 11%          | 41%                    | 46%                 | 40%              | 92%               | 1%                 |
| Conservadores sociales     | 11%          | 13%          | 30%                    | 28%                 | 28%              | 86%               | 4%                 |
| Conservadores pro-Gobierno | 9%           | 10%          | 10%                    | 15%                 | 34%              | 61%               | 12%                |
| Centro                     | Personas (%) | Votantes (%) | Ingreso de $75.000 a + | Grado universitario | Casado con hijos | Votó por Bush (%) | Votó por Kerry (%) |
| Upbeats                    | 11%          | 13%          | 39%                    | 37%                 | 28%              | 63%               | 14%                |
| Desafectos                 | 9%           | 10%          | 13%                    | 11%                 | 22%              | 42%               | 21%                |
| Espectadores               | 10%          | 0%           | 8%                     | 13%                 | 28%              | *                 | *                  |
| Izquierda                  | Personas (%) | Votantes (%) | Ingreso de $75.000 a + | Grado universitario | Casado con hijos | Votó por Bush (%) | Votó por Kerry (%) |
| Demócratas conservadores   | 14%          | 15%          | 15%                    | 16%                 | 28%              | 14%               | 65%                |
| Demócratas desfavorecidos  | 10%          | 10%          | 8%                     | 13%                 | 23%              | 2%                | 82%                |
| Liberales                  | 17%          | 19%          | 41%                    | 49%                 | 20%              | 2%                | 81%                |

| Grupo demográfico | Total | Derecha       | Derecha                | Derecha                    | Centro  | Centro     | Izquierda                | Izquierda                 | Izquierda | Espectadores |      |
| Grupo demográfico | Total | Emprendedores | Conservadores sociales | Conservadores pro-Gobierno | Upbeats | Desafectos | Demócratas conservadores | Demócratas desfavorecidos | Liberales | Espectadores |      |
| Raza              | Raza  | Raza          | Raza                   | Raza                       | Raza    | Raza       | Raza                     | Raza                      | Raza      | Raza         | Raza |
| ----------------- | ----- | ------------- | ---------------------- | -------------------------- | ------- | ---------- | ------------------------ | ------------------------- | --------- | ------------ | ---- |
| Blancos           | 80%   | 91%           | 91%                    | 85%                        | 87%     | 81%        | 64%                      | 58%                       | 83%       | 80%          |      |
| Negros            | 12%   | 1%            | 4%                     | 10%                        | 7%      | 7%         | 30%                      | 32%                       | 6%        | 7%           |      |
| Hispanos          | 10%   | 5%            | 7%                     | 12%                        | 7%      | 8%         | 11%                      | 14%                       | 9%        | 20%          |      |
| Otros             | 6%    | 4%            | 7%                     | 3%                         | 6%      | 9%         | 5%                       | 9%                        | 9%        | 11%          |      |
| Región            |       |               |                        |                            |         |            |                          |                           |           |              |      |
| Este              | 19%   | 17%           | 14%                    | 18%                        | 21%     | 21%        | 21%                      | 19%                       | 24%       | 16%          |      |
| Medio Oeste       | 24%   | 22%           | 22%                    | 23%                        | 28%     | 27%        | 23%                      | 32%                       | 20%       | 19%          |      |
| Sur               | 35%   | 34%           | 47%                    | 42%                        | 33%     | 30%        | 41%                      | 35%                       | 22%       | 35%          |      |
| Oeste             | 22%   | 27%           | 17%                    | 17%                        | 18%     | 22%        | 15%                      | 14%                       | 34%       | 30%          |      |
| Sexo              |       |               |                        |                            |         |            |                          |                           |           |              |      |
| Masculino         | 48%   | 76%           | 42%                    | 38%                        | 50%     | 57%        | 44%                      | 40%                       | 46%       | 48%          |      |
| Femenino          | 52%   | 24%           | 58%                    | 62%                        | 50%     | 43%        | 56%                      | 60%                       | 54%       | 52%          |      |
| Edad              |       |               |                        |                            |         |            |                          |                           |           |              |      |
| 18-29             | 21%   | 10%           | 13%                    | 24%                        | 26%     | 12%        | 17%                      | 17%                       | 28%       | 39%          |      |
| 30-49             | 39%   | 46%           | 37%                    | 39%                        | 36%     | 34%        | 37%                      | 37%                       | 40%       | 40%          |      |
| 50-64             | 22%   | 24%           | 21%                    | 22%                        | 21%     | 27%        | 23%                      | 30%                       | 21%       | 12%          |      |
| 65 a +            | 16%   | 18%           | 26%                    | 14%                        | 16%     | 15%        | 23%                      | 13%                       | 10%       | 8%           |      |

## Demografía de grupos ideológicos

### Educación e ingresos
Los liberales socialmente progresistas y los emprendedores firmemente conservadores están vinculados como los dos grupos más ricos, mientras que los liberales son los más educados. Los liberales tienen un porcentaje ligeramente más alto de graduados universitarios que los emprendedores (49% frente al 46% de los emprendedores). Los espectadores, aquellos que optaron por no participar en el proceso político, tienen el menor porcentaje de graduados universitarios (11%) y están vinculados con los demócratas desfavorecidos como los que tienen más dificultades financieras.
En general, la educación y la riqueza aumentan las posibilidades de que un individuo sea políticamente activo. La clase profesional, que se divide de manera relativamente equitativa entre demócratas y republicanos, se encuentra entre los más activos políticamente, mientras que los trabajadores pobres y de clase baja se abstienen de participar en el proceso político. La clase trabajadora se ha vuelto menos activa políticamente debido en parte a una disminución en la prevalencia de los sindicatos. Como resultado, el electorado estadounidense es considerablemente más rico y educado que la población en general. En las elecciones de mitad de período de 2006, por ejemplo, aquellos con títulos de posgrado, que constituyen el 9% de la población general de 25 años o más, representaron el 16% del electorado. Todos los grupos socioeconómicos considerables se dividieron relativamente entre los dos partidos principales en las elecciones de 2000, 2004 y 2006. 
Hasta el nivel de pregrado, la educación aumentó las posibilidades de una persona de votar republicano. La contradicción se explica a través de votantes moderados que tienden a ser más conservadores a medida que se vuelven más prósperos económicamente. En el nivel de posgrado, los liberales superan en número a los conservadores y una mayoría comúnmente vota demócrata.

### Religión y estado civil
Los grupos ideológicos se distinguen por ciertos atributos sociales, como la religión, el estado civil, la educación y la posesión de armas, pero son relativamente similares en términos de raza y etnia. En general, los liberales tenían más probabilidades de ser seculares, solteros y estar en posesión de un título universitario, mientras que tenían menos probabilidades de poseer un arma. Los conservadores, la mayoría de los cuales se adhieren al conservadurismo social y fiscal, tendían a ser mucho más religiosos y más propensos a casarse y poseer armas de fuego. 
La mayoría de los conservadores sociales y conservadores progubernamentales asistieron a los servicios religiosos una vez por semana. Los feligreses semanales también estaban en la pluralidad entre la población en general y todos los grupos demográficos ideológicos, excepto los liberales. De los liberales, una pluralidad, el 43%, asistió "rara vez o nunca" a los servicios religiosos, en comparación al 25% de los encuestados en general. Los conservadores también tenían más probabilidades de casarse que los liberales o la base de votantes demócratas en general. Finalmente, el 77% de los emprendedores estaban casados, en comparación con el 44% de los liberales. 
Los demócratas desfavorecidos y conservadores tenían las tasas de afiliación sindical más altas con 23% y 18% (en comparación con un 14% general, respectivamente), así como el mayor porcentaje de minorías (demócratas desfavorecidos 55% negros, hispanos y otros; demócratas conservadores 46% negros, hispanos y otros). En términos de posesión de armas, la mayoría de los empresarios y conservadores sociales tenían una pistola en casa, en comparación con solo el 23% de los liberales. Los liberales fueron el grupo más educado, con un 49% de graduados universitarios en comparación con un promedio de 26.5% entre todos los grupos conservadores (incluidos los demócratas conservadores con voto demócrata). Los demócratas desfavorecidos eran los menos educados, con solo el 13% con un título universitario. 

### Raza
En términos de raza, los conservadores y liberales fueron bastante similares, con más del 80% identificándose como blancos y nacidos en los Estados Unidos. Sin embargo, los conservadores y votantes republicanos como los empresarios, los conservadores sociales y los conservadores progubernamentales tenían un porcentaje de blancos más alto que los liberales, especialmente los empresarios y los socialconservadores, que eran 91% blancos, en comparación con el 83% de los liberales. Los liberales también fueron los más propensos de todos los grupos a nacer fuera de los Estados Unidos, con un 20% de los encuestados liberales que dijeron que ellos o sus padres nacieron fuera de los Estados Unidos, mientras que solo alrededor del 12% de todos los tipos de conservadores respondieron "sí" a la misma pregunta.
| Demografía              | Total | Derecha       | Derecha                | Derecha                    | Centro  | Centro     | Izquierda                | Izquierda                 | Izquierda | "Espectadores" |
| Demografía              | Total | Emprendedores | Conservadores sociales | Conservadores pro-Gobierno | Upbeats | Desafectos | Demócratas conservadores | Demócratas desfavorecidos | Liberales | "Espectadores" |
| ----------------------- | ----- | ------------- | ---------------------- | -------------------------- | ------- | ---------- | ------------------------ | ------------------------- | --------- | -------------- |
| Todas las respuestas    | 100%  | 11%           | 12%                    | 8%                         | 12%     | 9%         | 13%                      | 8%                        | 18%       | 8%             |
| Nivel educativo         |       |               |                        |                            |         |            |                          |                           |           |                |
| Secundaria incompleta   | 12%   | 3%            | 7%                     | 16%                        | 4%      | 18%        | 14%                      | 23%                       | 2%        | 24%            |
| Secundaria completa     | 37%   | 26%           | 39%                    | 43%                        | 25%     | 52%        | 44%                      | 44%                       | 23%       | 49%            |
| Superior incompleta     | 24%   | 25%           | 26%                    | 26%                        | 33%     | 18%        | 26%                      | 20%                       | 26%       | 14%            |
| Superior completa       | 27%   | 46%           | 28%                    | 15%                        | 37%     | 11%        | 16%                      | 13%                       | 49%       | 13%            |
| Ingreso anual por hogar |       |               |                        |                            |         |            |                          |                           |           |                |
| $20.000 o menos         | 19%   | 7%            | 11%                    | 32%                        | 10%     | 27%        | 20%                      | 32%                       | 12%       | 27%            |
| $20.000 a $30.000       | 16%   | 6%            | 15%                    | 17%                        | 8%      | 17%        | 22%                      | 20%                       | 12%       | 26%            |
| $30.000 a $50.000       | 25%   | 25%           | 27%                    | 30%                        | 23%     | 27%        | 29%                      | 26%                       | 20%       | 24%            |
| $50.000 a $75.000       | 16%   | 21%           | 17%                    | 11%                        | 20%     | 16%        | 14%                      | 14%                       | 15%       | 15%            |
| $75.000 a más           | 24%   | 41%           | 30%                    | 10%                        | 39%     | 13%        | 15%                      | 8%                        | 41%       | 8%             |
| Secular?                |       |               |                        |                            |         |            |                          |                           |           |                |
| Secular                 | 8%    | 6%            | 3%                     | 4%                         | 5%      | 9%         | 1%                       | 5%                        | 22%       | 12%            |
| Partidarios             |       |               |                        |                            |         |            |                          |                           |           |                |
| Demócratas              | 46%   | 1%            | 1%                     | 3%                         | 14%     | 10%        | 98%                      | 99%                       | 92%       | 38%            |
| Republicanos            | 45%   | 98%           | 97%                    | 86%                        | 73%     | 60%        | 0%                       | 0%                        | 2%        | 39%            |
| Independientes          | 9%    | 1%            | 2%                     | 11%                        | 13%     | 30%        | 2%                       | 1%                        | 6%        | 23%            |

Fuente: Pew Research Center, 2005